# Thlasia emmrichi
Thlasia emmrichi är en insektsart som beskrevs av Zhang och Yang. Thlasia emmrichi ingår i släktet Thlasia och familjen dvärgstritar. Inga underarter finns listade i Catalogue of Life.